# Axel Grahn
Axel Edvard Grahn, född 8 juni 1895 i Östra Klagstorps socken, död 29 maj 1952 i Stockholm, var en svensk brottningsdomare.
Axel Grahn var son till lantbruksarbetaren Per Salomon N:son Grahn. Han var 1914–1927 stamanställd vid Smålands artilleriregemente. 1927–1928 var han ekonomichef och sportredaktör vid Norrbottens-Tidningen i Luleå. Från 1928 var han förvaltare vid Stockholms tekniska institut. 
Som ung var Grahn brottare och gick senare över till att bli domare, han räknades under 1940-talet som en av världens främsta mattdomare. Han dömde över 4.000 matcher, och tjänstgjorde bland annat vid Olympiska sommarspelen 1936 i Berlin, fem Europamästerskap och en mängd landskamper. Han var även aktiv idrottsorganisatoriskt, bland annat från 1935 sekreterare och kassör i Stockholms brottningsförbund.